# Bissingen an der Teck
Pour les articles homonymes, voir Bissingen.
Bissingen an der Teck est une commune de Bade-Wurtemberg (Allemagne), située dans l'arrondissement d'Esslingen, dans la région de Stuttgart, dans le district de Stuttgart.

## Divers
Bissingen est l'un des cinq villages choisis par R. Murray Schafer et son équipe pour son projet et étude de paysages sonores intitulé Five Villages Soundscapes (1977).

## Personnalités liées à la ville
- Fritz Grünzweig (1914-1989), théologien né à Bissingen an der Teck